# Соневидные опоссумы
Соневи́дные опоссумы (лат. Microbiotheriidae) — семейство сумчатых млекопитающих, единственное современное в отряде микробиотериев (Microbiotheria). В отряд включают также вымершее семейство Woodburnodontidae. Ископаемые представители известны с позднего мела Южной Америки, в среднем палеогене обитали также в Антарктике. Родственные связи семейства не вполне ясны: в классических системах оно обычно сближается с опоссумами, в новейших — считается сестринской группой для прочих Australidelphia или относится к базальной радиации всех сумчатых.

## Классификация
- Dromiciops — Соневидные опоссумы[4][5]
  - Dromiciops gliroides — Соневидный опоссум
  - (?) Dromiciops bozinovici
  - (?) Dromiciops mondaca
- † Eomicrobiotherium
- † Ideodelphys
- † Khasia
  - † Khasia cordillerensis — ранний палеоцен, Боливия
- † Microbiotherium
  - † Microbiotherium gutierrezi — ранний эоцен (55,8—48,0 млн лет назад), Аргентина[6]
- † Mirandatherium
- † Pitheculus